# YouPorn
YouPorn è un sito web di pornographic video sharing (cioè condivisione libera di materiale video pornografico) della famiglia del Porn 2.0, simile nella disposizione a YouTube. 

## Storia
Da quando è stato lanciato nell'agosto 2006, è diventato il sito Web pornografico più popolare su Internet e, nel novembre 2007, è stato segnalato anche come il più grande sito Web pornografico gratuito. A febbraio 2013 era l'83º sito Web più popolare in assoluto e il quinto sito Web pornografico più popolare. Nella categoria dei siti Web pornografici, è stato superato nelle classifiche dai siti concorrenti xHamster, XVideos e Pornhub, nonché dal sito di webcam per adulti LiveJasmin.
Il sito è completamente gratuito e supportato da pubblicità, con entrate pubblicitarie mensili stimate di $120.000 nel 2007.

## Creazione

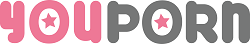
Vecchio logo di YouPorn

Il dominio è stato creato nell'agosto 2006 e il primo video è stato pubblicato il 28 agosto 2006.

## La popolarità
È divenuto il sito web pornografico più popolare al mondo insieme a Pornhub; nel mese di novembre 2007 è stato segnalato per essere il più grande sito web pornografico su internet per numero di accessi, mentre nell'aprile 2008 è arrivato al 37º posto nella classifica dei siti più visti nel mondo e 14º in Italia. Nel 2011 è sceso all'80º posto.
Nella statistica degli accessi divisi per città di provenienza, relativa al 2012, le prime due posizioni sono occupate da Milano e Roma, davanti a una serie di città ben più popolose: Parigi, Londra, Berlino, Atene, Monaco di Baviera, New York, Città del Messico e Vienna.

## Proprietà
Il dominio è stato registrato da un'azienda californiana nel dicembre 2005. Il sito non elenca alcun indirizzo e i giornalisti hanno speculato molto sul fatto che l'azienda abbia sede in Germania. YouPorn gira su server texani, mentre i termini e le condizioni del servizio si riferiscono esplicitamente ai termini di legge della California. Nel mese di ottobre del 2007 è stato segnalato che Stephen Paul Jones, un MBA dell'Università di Stanford, si era messo in contatto con Vivid Entertainment e la Adult Entertainment Broadcast Network nel mese di maggio del 2007, sostenendo di essere comproprietario di YouPorn con Zach Hong, un australiano di origine malese, ed era disposto a vendere per 20 milioni di dollari. Stephen Paul Jones, successivamente, ha negato di possedere YouPorn, sostenendo che esso è stato fondato e messo in funzione da un tedesco.
Nel 2011, YouPorn è stata acquisita dalla compagnia di intrattenimento per adulti ed IT Manwin, proprietaria di altri siti porno molto popolari come Pornhub o SpankWire con base in Lussemburgo.

## Caratteristiche del sito
I video sono divisi in nuovi video, categorie, raccomandati per te, i più votati, i più visti, l'upload e sono divisi in diverse categorie tematiche.
Nel 2010 YouPorn ha deciso di riconvertire tutto il suo sterminato parco di video hard professionali e amatoriali nel formato HTML5 al fine di raggiungere gli utenti di iPhone, iPad e altri dispositivi mobili privi di tecnologia Flash.